# Dreihausen (Hessen)
Dreihausen is een plaats in de Duitse gemeente Ebsdorfergrund, deelstaat Hessen, en telt 1552 inwoners (2009).

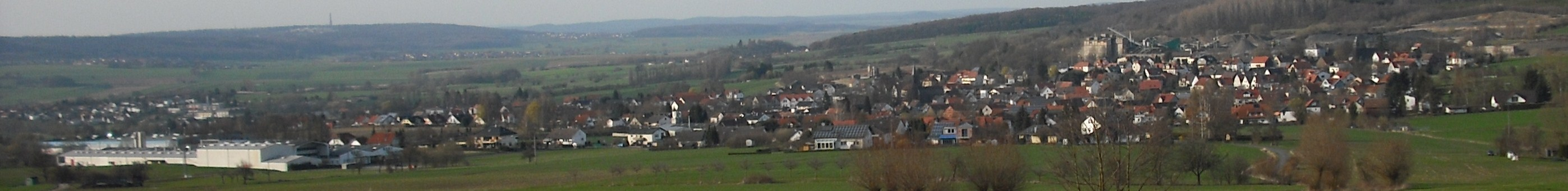
Dreihausen